# HD 69302
HD 69302，又名CD-45 3914，SAO 219657、HR 3250，是一颗恒星，视星等为5.83，位于銀經261.98，銀緯-6.17，其B1900.0坐标为赤經8h 11m 11.1s，赤緯-45° -6.17′ 47″。